# مبرهنة هارتمان-غروبمان
تقول مبرهنة هارتمان-غروبمان Hartman-Grobman (التي تسمى أيضاً مبرهنة الإخطاط أو الاستخطاط) أنه إذا كانت نقطة سكون نظام ما إهليجية فإن هذا النظام مطابق طوبولوجيا لتخطيطه عند هذه النقطة.
أي أن حل المعادلة التفاضلية الأصلية وحل المعادلة التفاضلية المخططة التابعة لها لهما نفس السلوك في محيط نقطة سكون إهليجية. ومعنى نقطة سكون إهليجية هو أن المصفوفة الناتجة عن تخطيط النظام عند نقطة السكون لا تحتوي على قيم ذاتية يكون الجزء الحقيقي منها صفرا.